# Campeonato Mundial de Waterpolo Masculino de 2029
El XXIV Campeonato Mundial de Waterpolo Masculino se celebrará en Pekín (China) en el año 2029 dentro del XXIV Campeonato Mundial de Natación. El evento será organizado por la Federación Internacional de Natación (FINA) y la Federación China de Natación.